# Station Bambrugge
Station Bambrugge is een spoorweghalte langs spoorlijn 82 (Aalst - Burst - Zottegem) in Bambrugge, een deelgemeente van de gemeente Erpe-Mere.
Bambrugge wordt gebruikt door gemiddeld 57 reizigers per gemiddelde werkdag (cijfers 2009), het betreffen voornamelijk scholieren die naar Aalst reizen. Een tweede groep zijn de pendelaars die zich dagelijks (met overstap in Burst of Aalst) naar Brussel of Zottegem begeven. Het station is vernoemd naar het 1 kilometer verderop gelegen Bambrugge, hoewel het zich tegenwoordig eigenlijk eerder richt op de lintbebouwing tussen het dorp en het station (mensen van Bambrugge-dorp lijken een voorkeur te hebben voor de parallelle buslijn (91) (93 en 84 spits) over de N46 die amper 2 minuten langer over het traject doet maar een hogere frequentie en veel meer opstapmogelijkheden biedt).
Het station is reeds sinds de opening van de lijn Aalst - Burst (op 1 juni 1876) aanwezig, net als de andere haltes op de lijn (Erpe-Mere uitgezonderd) heeft het nooit een stationsgebouw gekend. De huidige spoorlijn 82 is nooit meer geweest dan een zijlijn van louter lokaal belang. Tot op vandaag blijft de bediening minimaal, er rijden enkel spitstreinen (7 per dag in elke richting). Vroeger reden de treinen vanuit Aalst door naar Ronse, heden ten dage is de dienst beperkt tot Burst. Station Bambrugge is in het verleden, net als de gehele spoorlijn 82 overigens, reeds verscheidene malen met de sluiting bedreigd, de laatste keer gebeurde dit in de jaren 90 van de 20e eeuw. Niettemin het lage aantal reizigers (en het beperkt aantal halterende treinen) kent L82 in het begin van de 21e eeuw een kentering in de zin dat er relatief veel investeringen plaatsvinden. Allereerst werden rond 2002 de verouderde MW44-treinstellen uit roulatie genomen en vervangen door de moderne MW41-dieseltrein, voorts kwam er in 2007 een nieuwe fietsenstalling en werden in 2009 de sporen geheel vernieuwd. De perroninrichting bestaat uit een onverhard perron op de oude standaardhoogte uitgerust met 2 betonnen wachthokken en een zitbankje (standaardmodel met 3 plaatsen).
Eind oktober 2020 werden de betonnen wachthokken vervangen door de standaard wachthuisjes van het type ‘Mechelen’.

## Galerij

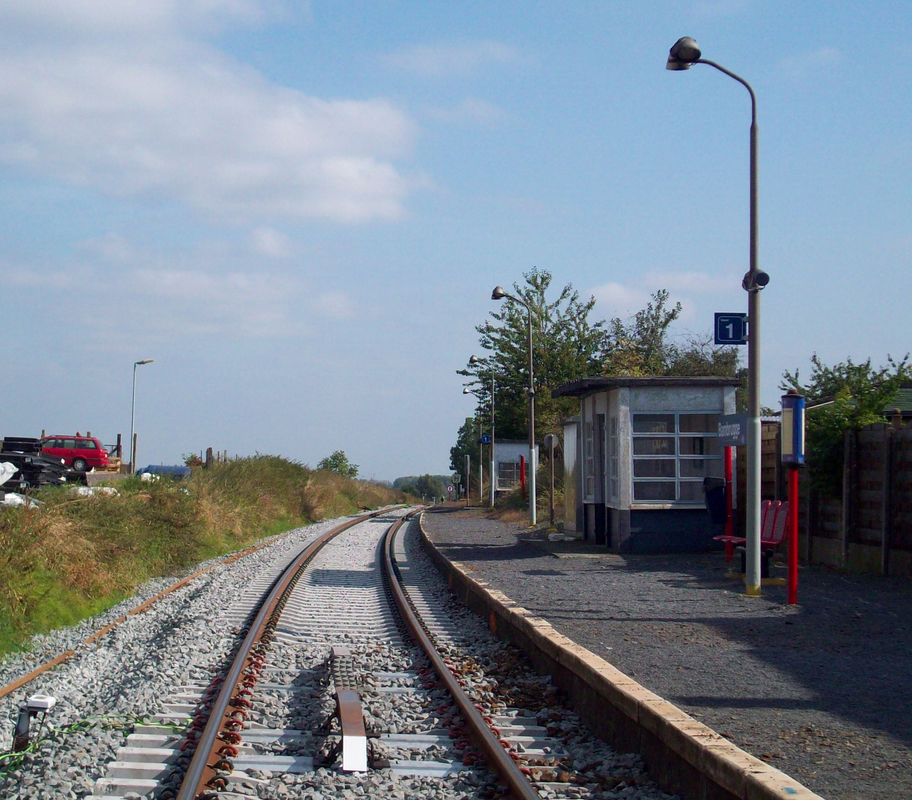
Station Bambrugge in 2009
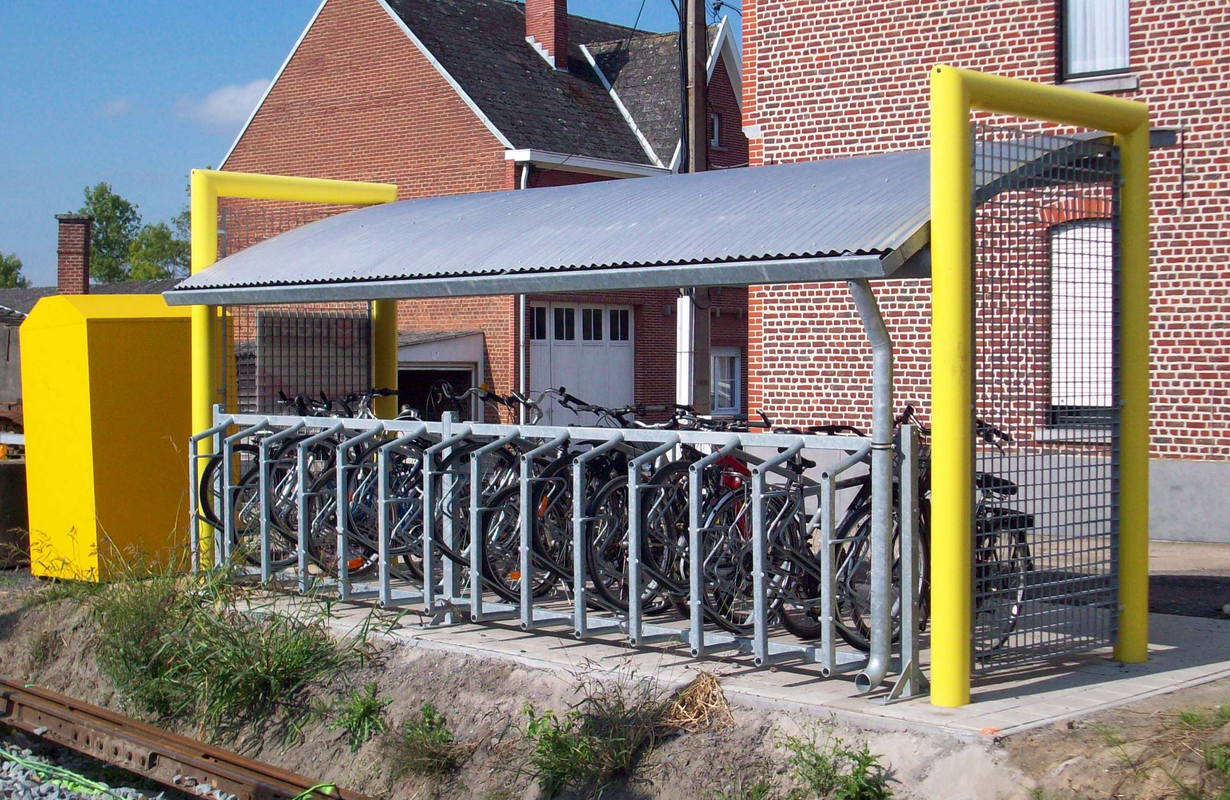
Fietsenstalling
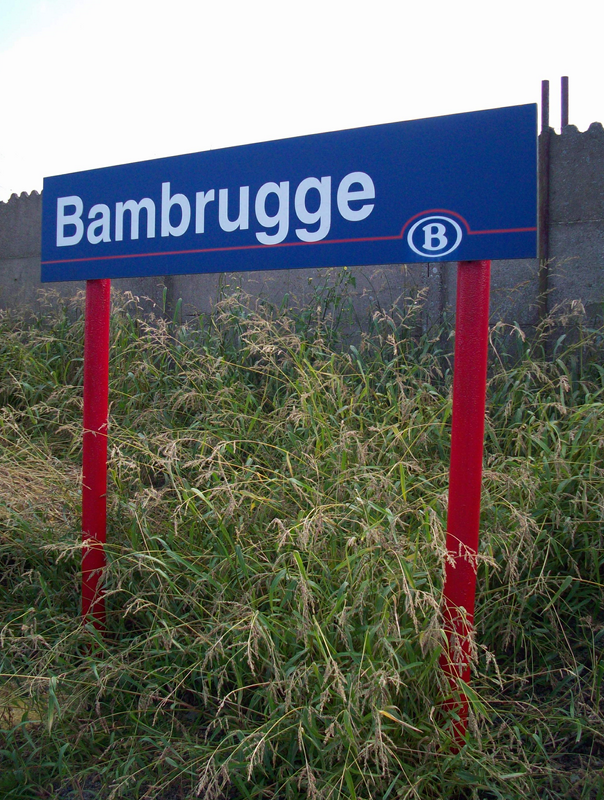
Naambord station Bambrugge
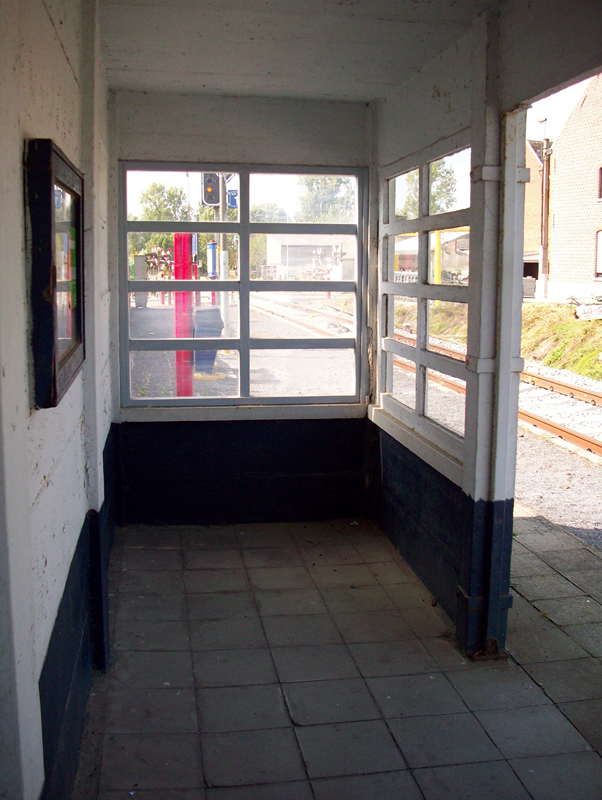
Binnenkant schuilhuisje
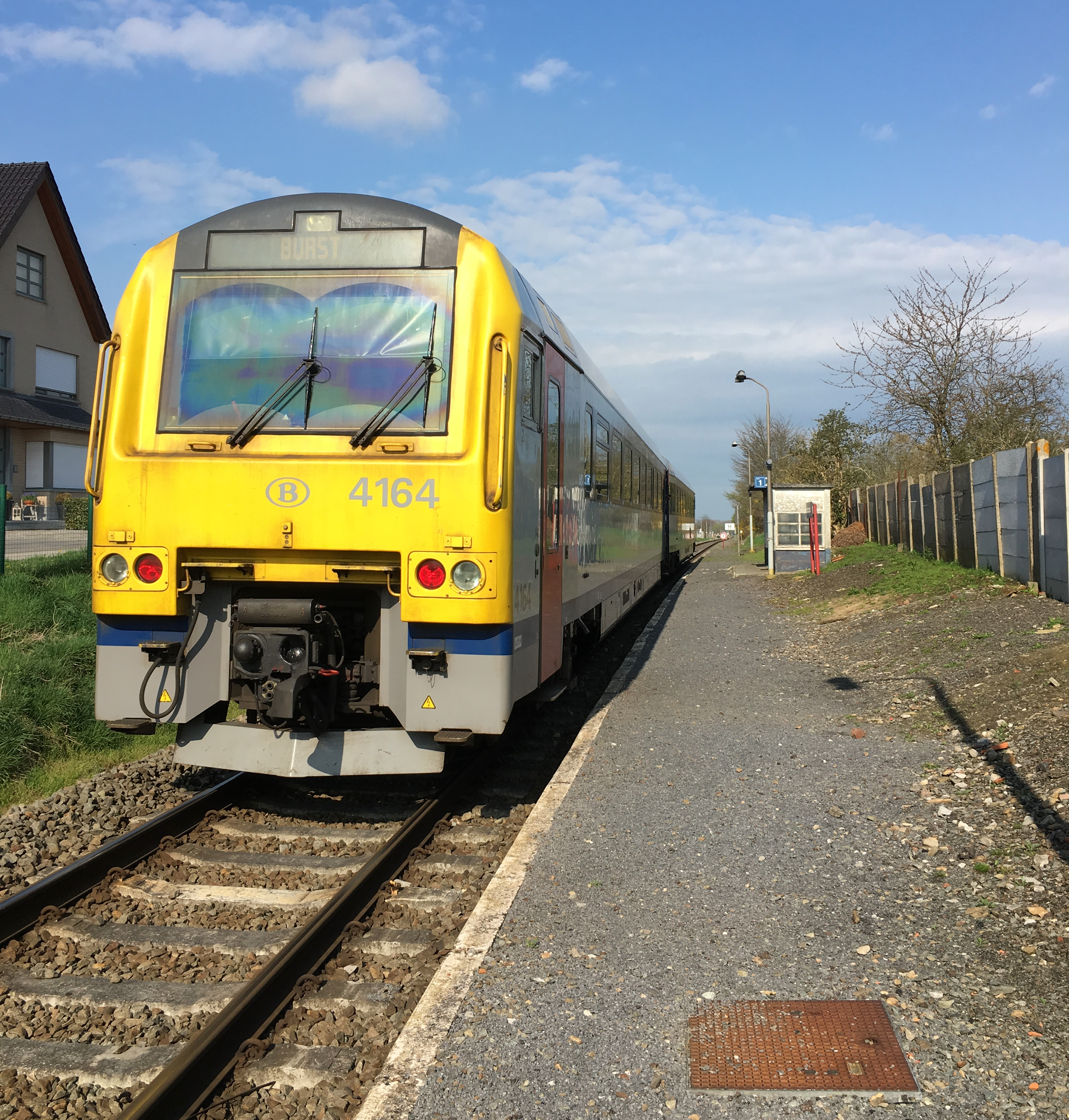
Trein naar Burst in Bambrugge

## Treindienst
| Serie       | Treinsoort          | Route                     | Bijzonderheden |
| ----------- | ------------------- | ------------------------- | --- |
| P 7980/8980 | Piekuurtrein (NMBS) | Aalst – Bambrugge – Burst | Rijdt alleen op werkdagen. Veertien treinen per dag (zeven in elke richting). Rijdt niet tijdens de maanden juli en augustus. |

## Reizigerstellingen
De grafiek en tabel geven het gemiddeld aantal instappende reizigers weer op een week-, zater- en zondag.
| Tabel: aantal instappende reizigers station Bambrugge | Tabel: aantal instappende reizigers station Bambrugge | Tabel: aantal instappende reizigers station Bambrugge | Tabel: aantal instappende reizigers station Bambrugge |
|                                                       | Weekdag                                               | Zaterdag                                              | Zondag                                                |
| ----------------------------------------------------- | ----------------------------------------------------- | ----------------------------------------------------- | ----------------------------------------------------- |
| 1977                                                  | 114                                                   | 9                                                     | -                                                     |
| 1978                                                  | 128                                                   | -                                                     | -                                                     |
| 1979                                                  | 87                                                    | 5                                                     | -                                                     |
| 1980                                                  | 77                                                    | 6                                                     | -                                                     |
| 1981                                                  | 120                                                   | 2                                                     | -                                                     |
| 1982                                                  | 65                                                    | -                                                     | -                                                     |
| 1983                                                  | 68                                                    | -                                                     | -                                                     |
| 1984                                                  | 88                                                    |                                                       | -                                                     |
| 1985                                                  | 52                                                    |                                                       | -                                                     |
| 1986                                                  | 64                                                    | -                                                     | -                                                     |
| 1987                                                  | 90                                                    | -                                                     | -                                                     |
| 1988                                                  | 60                                                    | -                                                     | -                                                     |
| 1989                                                  | 81                                                    | -                                                     | -                                                     |
| 1990                                                  | 112                                                   | -                                                     | -                                                     |
| 1991                                                  | 113                                                   | -                                                     | -                                                     |
| 1992                                                  | 81                                                    | -                                                     | -                                                     |
| 1993                                                  | 70                                                    | -                                                     | -                                                     |
| 1994                                                  | 64                                                    | -                                                     | -                                                     |
| 1995                                                  | 61                                                    | -                                                     | -                                                     |
| 1996                                                  | 60                                                    | -                                                     | -                                                     |
| 1997                                                  | 77                                                    | -                                                     | -                                                     |
| 1998                                                  | 51                                                    | -                                                     | -                                                     |
| 1999                                                  | 44                                                    | -                                                     | -                                                     |
| 2000                                                  | 77                                                    | -                                                     | -                                                     |
| 2001                                                  | 47                                                    | -                                                     | -                                                     |
| 2002                                                  | 47                                                    | -                                                     | -                                                     |
| 2003                                                  | 66                                                    | -                                                     | -                                                     |
| 2004                                                  | 55                                                    | -                                                     | -                                                     |
| 2005                                                  | 41                                                    | -                                                     | -                                                     |
| 2006                                                  | 45                                                    | -                                                     | -                                                     |
| 2007                                                  | 49                                                    | -                                                     | -                                                     |
| 2008                                                  | -                                                     | -                                                     | -                                                     |
| 2009                                                  | 57                                                    | -                                                     | -                                                     |
| 2010                                                  | -                                                     | -                                                     | -                                                     |
| 2011                                                  | -                                                     | -                                                     | -                                                     |
| 2012                                                  | 68                                                    | -                                                     | -                                                     |
| 2013                                                  | 46                                                    | -                                                     | -                                                     |
| 2014                                                  | 55                                                    | -                                                     | -                                                     |
| 2015                                                  | 51                                                    | -                                                     | -                                                     |
| 2016                                                  | 45                                                    | -                                                     | -                                                     |
| 2017                                                  | 41                                                    | -                                                     | -                                                     |
| 2018                                                  | 39                                                    | -                                                     | -                                                     |
| 2019                                                  | 50                                                    | -                                                     | -                                                     |
| 2020                                                  | 17                                                    | -                                                     | -                                                     |
| 2021                                                  | -                                                     | -                                                     | -                                                     |
| 2022                                                  | 31                                                    | -                                                     | -                                                     |
| 2023                                                  | 31                                                    | -                                                     | -                                                     |
| 2024                                                  | 46                                                    | -                                                     | -                                                     |

0,0: Aalst ·
2,1: Aalst-Kerrebroek ·
4,2: Vijfhuizen ·
6,5: Erpe-Mere ·
9,0: Bambrugge ·
10,0/11,2: Burst ·
13,0: Terhagen ·
14,3: Herzele ·
16,0: Hillegem ·
17,6: Leeuwergem ·
20,2: Zottegem ·
2,3: Rozebeke ·
3,6: Michelbeke ·
7,7: Nederbrakel ·
10,7: Opbrakel ·
12,7: Vloesberg-Bos ·
15,6: Queneau ·
16,3: Rigoudrie ·
17,9: Elzele ·
23,0: Marijve ·
24,0: Ronse